# Lohnajärvi
Halmejärvi och Lohnajärvi är en sjö i Finland. Den ligger i kommunen Sulkava i landskapet Södra Savolax, i den södra delen av landet, 260 km nordost om huvudstaden Helsingfors. Halmejärvi och Lohnajärvi ligger 79,8 meter över havet. Arean är 4,02 kvadratkilometer och strandlinjen är 21,12 kilometer lång. Sjön  ingår i Vuoksens huvudavrinningsområde.   I omgivningarna runt Halmejärvi och Lohnajärvi växer i huvudsak blandskog.
I övrigt finns följande i Halmejärvi och Lohnajärvi:
- Saarinen (en ö)
- Inkosaari (en ö)
- Hämeensaari (en ö)